# Kronborg
Kronborg är ett danskt renässansslott som har spelat en viktig roll i Skandinaviens historia. Det är beläget på en udde cirka 500 meter nordost om Helsingörs centrum på Själland. Slottet blev 2000 medtaget i Unescos världsarvslista.
Slottet är ett omtyckt turistmål och har cirka 200 000 besökare varje år.

## Historia
På 1420-talet beslutade den danske kungen Erik av Pommern att tullavgifter skulle införas i Öresund för fartyg som var på väg in eller ut ur Östersjön. För att få systemet att fungera lät han, på den plats där sundet är som smalast, bygga en stark fästning som fick namnet Krogen. Borgen ersatte då det äldre Flynderborg längre inåt landet, första gången omtalad 1288, som revs i samband med byggandet av Krogen. År 1429 infördes Öresundstullen. På denna tid bestod fästningen av ett antal mindre byggnader innanför en befäst mur.
Under grevefejden intogs Krogen av lübeckarna, men 11 januari 1536 gav sig fästningen åt danskarna. Då Krogen inte ansågs tillräcklig för att försvara sundets inlopp och avtvinga Öresundstullens erläggande beslöt kung Fredrik II att i maj 1574 lägga grundstenen till Kronborg, vilket fulländades 1585. Ombyggnaden leddes av Hans Paasche. Under 1580-talet omskapades fästningen till ett renässanspalats, delvis efter italienska förebilder av den nederländske arkitekten Antonis van Opbergen.
Effektivt lyckades dock aldrig Kronborg stänga sundet. När svenskarna kontrollerade bägge sidor seglade amiral Opdam 29 oktober 1658 genom sundet utan att lida någon betydande skada, trots beskjutning från bägge stränder. En nederländsk flotta gjorde samma färd redan 1644. Den 30 april 1801 seglade den brittiska flottan under Parker och Nelson genom sundet utan större skador, fast man då höll sig nära den svenska kusten för att undvika att komma för nära fästningen.
Kristian IV vistades ofta på Kronborg under längre tider. I januari och februari 1590 hade han där besök av Skottlands kung Jakob VI med drottningen Anna, Kristians syster, och på påskdagen samma år bevistade de kungens syster Elisabeths bröllop med Henrik Julius av Braunschweig-Wolfenbüttel som hölls på Kronborg.
År 1629 ledde två arbetares oförsiktighet till att stora delar av slottet brann ner. Endast kapellet klarade sig, tack vare sina starka valvbågar. Dåvarande kung Kristian IV lät därefter restaurera slottet och 10 år senare hade slottet återfått sin ursprungliga glans. Han anlade i samband med detta även större kasemattanläggningar vid fästningen, som möjliggjorde en större garnison.
År 1658, under Nordiska krigen, intogs slottet av svenska styrkor ledda av Carl Gustaf Wrangel. I samband med ockupationen togs Fredrik II:s bordshimmel som svenskt krigsbyte. Vid samma tillfälle förlorade Kronborg även en rikt dekorerad fontän som ingick i krigsbytet. Efter freden i Roskilde, då Skåne blivit svenskt, förstärkte man slottets försvar betydligt. Åren 1688–1690 skapades en avancerad försvarslinje omkring slottet. Kort efteråt lät man uppföra en ny serie vallar omkring detta. Efter färdigställandet ansågs Kronborg vara den starkaste fästningen i Europa.

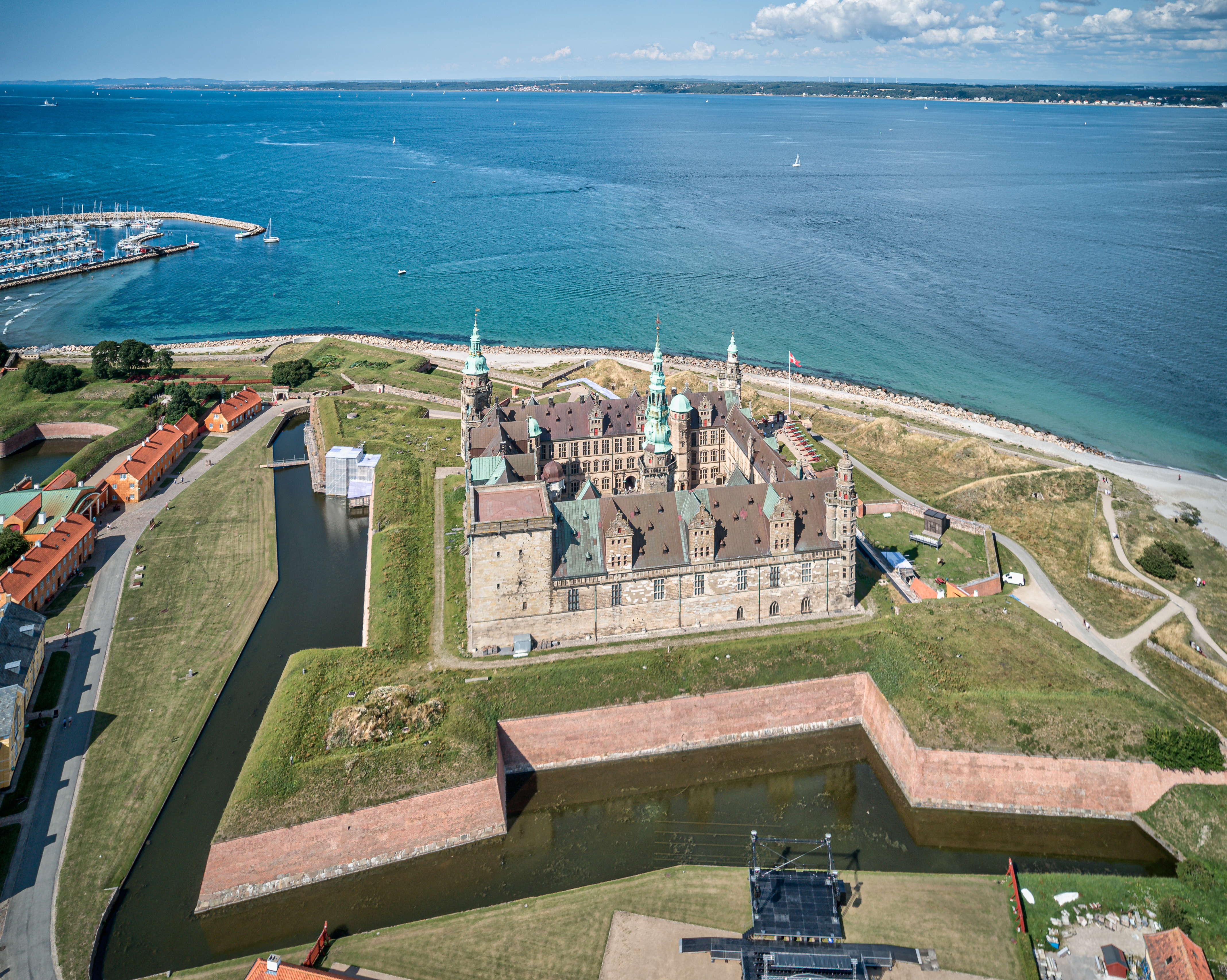
Vy över Kronborg och norra Öresund, 2021.

Från 1739 till mitten av 1800-talet användes Kronborg som ett straff- och arbetsfängelse. Arbetarna var manliga fångar som blivit dömda till arbete på slottets försvarsanläggning. Fångarna vaktades av soldater inkvarterade i slottet. Fångarna delades upp i två kategorier. De som var dömda för mindre brott kategoriserades som "ärliga" och tilläts arbeta utanför slottsmurarna. De som var dömda för våld, mord, mordbränder eller liknande kategoriserades som "oärliga" och tvingades arbeta av sitt straff med hårt fysiskt arbete innanför slottsvallarna. I övrigt hade fångarna samma förutsättningar: de var alla tvungna att bära kedjor och på nätterna ligga i kalla och fuktiga fängelsehålor.
Perioden 17 januari – 20 maj 1772 var Kronborg fängelse för drottning Carolina Mathilda.
Efterhand som Kronborgs betydelse som ett kungligt slott minskade kom beväpnade styrkor att spela en allt större roll. Från 1785 till 1922 var slottet en ren militäranläggning. Under denna period gjordes ett antal renoveringar.

## Ett världsarv
Kronborgs slott upptogs 30 november 2000 på Unescos världsarvslista. Världsarvskommitténs motivering löd:
| ” | Kriterium iv: Kronborgs slott är ett enastående exempel på ett renässansslott och ett som spelat en högst betydande roll i denna nordeuropeiska regions historia. | „ |

## Sevärdheter på slottet

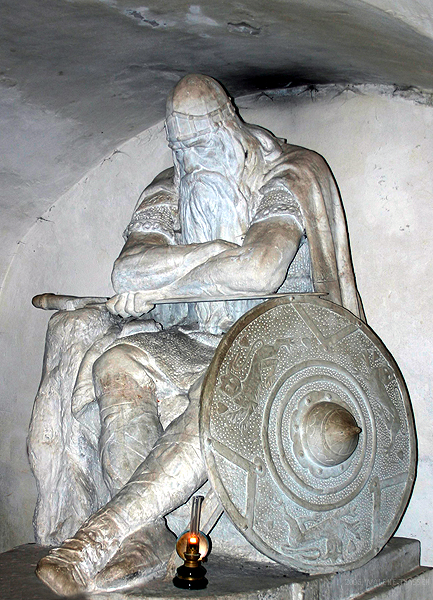
Holger Danske

### Holger Danske
I ett valv i slottets källargångar finns en staty föreställande Holger Danske, som enligt sägnen slumrar här till den dag då Danmark är i stor fara. Då, sägs det, kommer han åter stiga upp och rädda nationen.

### Kungatapeterna
I slottet visas för allmänheten en serie om sju kungliga tapeter. Ytterligare sju i samma serie finns på Nationalmuseet i Köpenhamn. Dessa 14 är en del av den ursprungliga serien om 40 tapeter som hade beställts av Fredrik II omkring 1580 som svar på Erik XIV:s idé om en liknande serie med hela 143 kungar. Den danska tapetserien producerades i sin helhet, men den svenska kom aldrig att omfatta mer än fyra tapeter.

## Hamlet
Slottet är även känt för att William Shakespeares berömda tragiska teaterpjäs Hamlet utspelar sig i ett slott i "Elsinore" (Helsingör). På 200-årsdagen av Shakespeares död sattes pjäsen upp med en rollbesättning bestående av soldater från garnisonen. Scenen var i telegraftornet i sydvästra hörnet av slottet. Pjäsen har sedan dess framförts flera gånger på slottsgården men också på andra håll i slottsanläggningen.

## Övrigt
Slottet har varit platsen för Danmarks julkalender Jul på Kronborg, som både hade med Hamlet och Holger Danske såväl som Kristian IV.
Kronborgs slott omnämns under namnet Elsinore slott i Björn Afzelius låt Elsinore på albumet Elsinore.